# Головизнин, Владимир Семёнович
Головизнин Владимир Семёнович (1880—1939) — офицер Российского императорского флота, участник Русско-японской, Первой мировой и Гражданской войн. Георгиевский кавалер, капитан 2 ранга.

## Биография
Владимир Семёнович Головизнин (3-й) родился 13 марта 1880 года в многодетной дворянской семье полковника по Адмиралтейству 7 флотского экипажа Семёна Васильевича Головизнина и его жены Ольги Аполлоновны.
В службе с 1897 года. 6 сентября 1900 года, после окончания Морского кадетского корпуса, произведён в мичманы и направлен для прохождения службы на Дальний Восток. Состоял в Сибирском флотском экипаже, участвовал в походе в Китай для подавления восстания боксёров, в 1901—1903 годах служил вахтенным начальником на военном транспорте «Якут», принимал участие в заграничных плаваниях, обеспечивал Гидрографическую экспедицию Восточного океана у берегов Камчатки, крейсировал в Беринговом море.
Участник русско-японской войны. С 14 января 1904 года служил вахтенным начальником парохода-ледокола «Надежный» в составе отделения транспортов отряда Владивостокского порта. 26 июня 1904 назначен командиром миноноски № 97. 11 октября 1904 года «за самоотверженность, проявленную при бомбардировке г. Владивостока 22 февраля 1904 года» награждён орденом Святой Анны 4 степени «за храбрость» (утверждён 15 ноября 1904 года). 6 декабря 1904 года произведён в лейтенанты. 8 декабря того же года назначен вахтенным начальником миноносца № 210 с оставлением в должности командира миноноски № 97 для наблюдения за её ремонтом. В 1905 году командовал миноносцем № 205. 14 ноября 1905 года награждён орденом Святого Станислава с мечами и бантом «за мужество и распорядительность во время военных событий».
Вернулся в европейскую часть России, находился в распоряжении Главного морского штаба. В 1909 году окончил минный офицерский класс, получил квалификацию минного офицера 2-го разряда. С 29 сентября 1909 года служил в Сибирском флотском экипаже. Был назначен делопроизводителем экипажного суда Сибирского флотского экипажа. С 28 января 1911 года служил старшим офицером минного тральщика «Уссури». В 1912 году квалифицирован в минные офицеры 1-го разряда.
В 1912 году переведён на Черноморский флот. Исполнял должность старшего офицера, затем назначен старшим офицером линкора «Георгий Победоносец». 14 апреля 1913 года произведён в капитаны 2 ранга за отличия. 16 июня 1914 года назначен командиром эскадренного миноносца «Лейтенант Пущин». Участник Первой мировой войны. 29 октября 1914 года будучи командиром дозорного дивизиона эсминцев В. С. Головизнин на своем эсминце «Лейтенант Пущин», одним из первых вступил в бой с кораблями германо-турецкой эскадры. Ему удалось сдержать атаку германского линейного крейсера «Гебен», который обстреливал порт и город Севастополь. В бою эсминец был сильно поврежден, но после ремонта снова вернулся в строй. 22 ноября 1914 года В. С. Головизнин был награждён орденом Святого Станислава 2-й степени с мечами. 25 февраля 1916 года эсминец «Лейтенант Пущин» вышел в очередной поход, но около болгарской Варны подорвался на мине и затонул. Спаслось всего 15 человек экипажа, в том числе и командир.
Головизнин был назначен командиром канонерской лодки «Донец», которая с августа 1916 года в составе отряда канонерских лодок Дунайской флотилии поддерживала огнём сухопутные войска. Участвовал на Дунае в боевых действиях против неприятеля, прорывах минных полей, за что приказом по флоту № 199 от 1 сентября 1917 года был награждён орденом Святого Георгия 4-й степени.
После Октябрьской революции состоял в Вооруженных силах Юга России. В 1920 году произведён в капитаны 1 ранга. Эвакуирован в Турцию. К лету 1921 года находился в Константинополе. Затем эмигрировал в США, где состоял членом Общества бывших русских морских офицеров.
Умер Владимир Семёнович Головизнин 2 ноября 1939 года в Нью-Йорке. Похоронен на кладбище Маунт Оливет в Лонг-Айленде под Нью-Йорком.

## Награды
Капитан 2 ранга Головизнин Владимир Семёнович был награждён орденами и медалями Российской империи:
- орден Святой Анны 4-й степени «За храбрость» (11 октября 1904);
- орден Святого Станислава 3-й степени с мечами и бантом (14 ноября 1905);
- орден Святой Анны 3-й степени (6 декабря 1912);
- орден Святого Станислава 2-й степени с мечами (22 ноября 1914);
- орден Святой Анны 2-й степени с мечами (6 июля 1915);
- орден Святого Владимира 4-й степени с мечами и бантом (8 марта 1916);
- орден Святого Георгия 4-й степени (1 сентября 1917);
- бронзовая медаль «За поход в Китай» (1901);
- серебряная медаль «В память русско-японской войны» (1906);
- светло-бронзовая медаль «В память 300-летия царствования дома Романовых» (1913);
- светло-бронзовая медаль «В память 200-летия морского сражения при Гангуте» (1915).

## Семья
У Владимира Семёновича Головизнина была сестра Александра и четыре брата — Константин, Николай, Пётр (рожд. 1885) и Георгий (1887, умер в младенчестве). Два старших брата стали моряками:
- Брат — Константин, родился 9 апреля 1870 года, морской офицер, участник русско-японской войны, служил на канонерской лодке «Манджур», капитан 2 ранга. В 1912 году за растрату вверенных по службе казенных денег, исключён из службы и подвергнут заключению в крепости на один год и четыре месяца, с потерею некоторых особенных прав и преимуществ[3].
- Брат — Николай, родился в 1877 году, морской офицер, участник русско-японской войны, лейтенант, погиб на миноносце «Стерегущий» в ночном бою с отрядом японских миноносцев у Порт-Артура 26 февраля 1904 года[3].

Владимир Семёнович Головизнин был женат дважды. В первом браке с Евфалией Дмитриевной Головизниной (урожденная Павская) 14 января 1903 года родилась дочь Ариадна (Ariadna Goloviznina). Во втором браке с Евгенией Головизниной-Мелентьевой родился сын Владимир (Walter Goloviznin) мичман ВМС США.